# 王時熙
王時熙（1579年2月25日—1625年），字仲緝，號止敬，江西南昌府南昌縣人，明朝政治人物。

## 生平
王時熙以《詩經》中萬曆二十八年（1600年）庚子科江西鄉試舉人第三十二名，二十九年（1601年）會試中式第二百五十四名，成三甲第一百二十九名進士。刑部觀政，三十年初授灵宝县知县，三十二名調昆山县知县，三十六年行取兵部主事，三十八年考选，四十年擢山西道监察御史，巡视中城，四十一年管节慎库，升浙江按察司佥事。名在《東林朋黨録》。诚意伯劉藎臣从祖刘世学疏诋顾宪成，周起元力斥其谬，其同官王时熙亦交章论列。南京缺提学御史，吏部尚书赵焕调浙江巡按吕图南补之，为周永春所劾，弃官归。汤兆京与御史王时熙为图南申雪。汤宾尹为韩敬夤缘得第一人，御史王时熙亦疏论其事，吏部尚书赵焕乃以年例出时熙于外。其子王猷定《表忠遗墨弁言》云：先君以御史例转分巡浙东，越二年（萬曆四十五年）京察复被黜。天啓二年（1622年）六月降为河南布政司都事，为應天府尹鄭璧举荐，本年升兵部武库司主事，三年升尚寶司丞，九月升本司少卿，十月擢太仆寺少卿，璫祸起矣，五年乙丑以忧愤呕血卒京师。

## 家族
曾祖王崇禎，贈禮部左侍郎、翰林院侍讀學士。祖父王廷望（1496年-1574年），封禮部左侍郎、翰林院侍讀學士。父親王希佐，母親樊氏，繼母袁氏。伯父王希烈，嘉靖三十二年進士。兄時純、弟時錫、時命。
娶凃氏，子王猷定（1599年-1662年），字于一，號軫石，著有《四照堂文集》十二卷。